# Nuoto agli VIII Giochi del Mediterraneo
Il nuoto ai Giochi del Mediterraneo 1979 ha visto lo svolgimento di 26 gare, 13 maschili e 13 femminili.

## Medagliere
La nazione ospitante è evidenziata.
| Posizione | Paese      | Oro | Argento | Bronzo | Totale |
| --------- | ---------- | --- | ------- | ------ | ------ |
| 1         | Italia     | 14  | 12      | 15     | 41     |
| 2         | Francia    | 5   | 9       | 5      | 19     |
| 3         | Spagna     | 4   | 2       | 5      | 11     |
| 4         | Jugoslavia | 3   | 2       | 1      | 6      |
| 5         | Grecia     | 0   | 1       | 0      | 1      |
| Totale    | Totale     | 26  | 26      | 26     | 78     |

## Podi

### Uomini
| Evento               | Oro                                                               | Perform.        | Argento             | Perform.         | Bronzo                                                         | Perform.        |
| Stile libero         |                                                                   |                 |                     |                  |                                                                |                 |
| 100 m                | Marcello Guarducci                                                | 51” 58          | David López-Zubero  | 51” 77           | René Ecuyer                                                    | 51” 93          |
| 200 m                | David López-Zubero                                                | 1'53” 58        | Borut Petric        | 1'53” 76         | Marcello Guarducci                                             | 1'53” 81        |
| 400 m                | Borut Petric                                                      | 3'58” 86        | Giorgio Quadri      | 4'01” 00         | Paolo Revelli                                                  | 4'03” 08        |
| 1500 m               | Darjan Petric                                                     | 15'50” 47       | Giovanni Nagni      | 15'51” 72        | Rafael Escalas                                                 | 15'51” 74       |
| Dorso                |                                                                   |                 |                     |                  |                                                                |                 |
| 100 m                | Frédéric Delcourt                                                 | 59” 93          | Stefano Bellon      | 1'00” 10         | Daniele Cerabino                                               | 1'00” 28        |
| 200 m                | Stefano Bellon                                                    | 2'06” 98        | Frédéric Delcourt   | 2'07” 35         | Daniele Cerabino                                               | 2'08” 83        |
| Rana                 |                                                                   |                 |                     |                  |                                                                |                 |
| 100 m                | Olivier Borios                                                    | 1'07” 23        | Davide Peloso       | 1'07” 41         | Sandro Vettore                                                 | 1'07” 67        |
| 200 m                | Cesare Fabbri                                                     | 2'25” 53        | Olivier Borios      | 2'27” 08         | Massimo Trevisan I                                             | 2'29” 24        |
| Farfalla             |                                                                   |                 |                     |                  |                                                                |                 |
| 100 m                | David López-Zubero                                                | 56"38           | Fabrizio Rampazzo   | 56"82            | Xavier Savin                                                   | 57"04           |
| 200 m                | Fabio Bracaglia                                                   | 2'04” 48        | Darjan Petric       | 2'04” 75         | Emanuele Armellini                                             | 2'04” 95        |
| Misti                |                                                                   |                 |                     |                  |                                                                |                 |
| 400 m                | Borut Petric                                                      | 4'35” 50        | Giovanni Franceschi | 4'40” 98         | Maurizio Divano                                                | 4'41” 36        |
| Staffette            |                                                                   |                 |                     |                  |                                                                |                 |
| 4x200 m stile libero | Paolo Revelli Giorgio Quadri Fabrizio Rampazzo Marcello Guarducci | Italia 7'36” 70 |                     | Francia 7'41” 51 | Pablo Barro Ramon Lavin Gonzalo Jimenez David López-Zubero     | Spagna 7'52” 96 |
| 4x100 m misti        | Stefano Bellon Davide Peloso Fabrizio Rampazzo Marcello Guarducci | Italia 3'53” 18 | Xavier Savin        | Francia 3'55” 19 | Ramon Lavin Moisés Gosalvez Gustavo Torrijo David López-Zubero | Spagna 3'57” 57 |

### Donne
| Evento               | Oro                                                                                | Perform.        | Argento                                                       | Perform.         | Bronzo                                                          | Perform.        |
| Stile libero         |                                                                                    |                 |                                                               |                  |                                                                 |                 |
| 100 m                | Natalia Mas                                                                        | 59” 28          | Manuela Dalla Valle                                           | 59” 88           | Maria Cristina Ponteprimo                                       | 1'00"17         |
| 200 m                | Natalia Mas                                                                        | 2'04” 32        | Roberta Felotti                                               | 2'04” 96         | Anne Vial                                                       | 2'06” 57        |
| 400 m                | Roberta Felotti                                                                    | 4'18” 94        | Natalia Mas                                                   | 4'22” 25         | Fulvia Cornella                                                 | 4'27” 70        |
| 800 m                | Roberta Felotti                                                                    | 8'51” 01        | Sofia Dara                                                    | 9'00” 61         | Maria Grazia Pandini                                            | 9'01” 01        |
| Dorso                |                                                                                    |                 |                                                               |                  |                                                                 |                 |
| 100 m                | Michèle Ricaud                                                                     | 1'05” 82        | Manuela Carosi                                                | 1'06” 30         | Laura Foralosso                                                 | 1'06” 82        |
| 200 m                | Michèle Ricaud                                                                     | 2'19” 80        | Daniela Ferrini                                               | 2'24” 13         | Manuela Carosi                                                  | 2'24” 99        |
| Rana                 |                                                                                    |                 |                                                               |                  |                                                                 |                 |
| 100 m                | Carlotta Tagnin                                                                    | 1'13” 85        | Sabrina Seminatore                                            | 1'14” 54         | Annick de Susini                                                | 1'15” 19        |
| 200 m                | Annick de Susini                                                                   | 2'40” 95        | Carlotta Tagnin                                               | 2'41” 56         | Catherine Poirot                                                | 2'41” 84        |
| Farfalla             |                                                                                    |                 |                                                               |                  |                                                                 |                 |
| 100 m                | Cinzia Savi Scarponi                                                               | 1'02” 96        | Sophie Falandry                                               | 1'04” 92         | Cristina Quintarelli                                            | 1'06” 29        |
| 200 m                | Cinzia Savi Scarponi                                                               | 2'16” 96        | Sophie Falandry                                               | 2'19” 20         | Cinzia Rampazzo                                                 | 2'19” 34        |
| Misti                |                                                                                    |                 |                                                               |                  |                                                                 |                 |
| 400 m                | Cinzia Savi Scarponi                                                               | 5'02” 45        | Véronique Plat                                                | 5'07” 70         | Vesna Šeparović                                                 | 5'11” 94        |
| Staffette            |                                                                                    |                 |                                                               |                  |                                                                 |                 |
| 4x100 m stile libero | Cinzia Savi Scarponi Maria Cristina Ponteprimo Roberta Felotti Manuela Dalla Valle | Italia 3'58"89  |                                                               | Francia 4'00"57  | Julia López-Zubero Gloria Casado Margarita Armengol Natalia Mas | Spagna 4'00"60  |
| 4x100 m misti        | Manuela Carosi Carlotta Tagnin Cinzia Savi Scarponi Manuela Dalla Valle            | Italia 4'24” 19 | Michèle Ricaud Annick De Susini Sophie Falandry Carole Amoric | Francia 4'24” 91 | Silvia Fontana Olga Estefanell Margarita Armengol Natalia Mas   | Spagna 4'34” 02 |